# Adejeania nigrothoracica
Adejeania nigrothoracica là một loài ruồi trong họ Tachinidae.